# Camentoserica livida
Camentoserica livida is een keversoort uit de familie bladsprietkevers (Scarabaeidae). De wetenschappelijke naam van de soort is voor het eerst geldig gepubliceerd in 1860 door Carl Henrik Boheman.
De diersoort komt voor in Zimbabwe.